# Rudolf Widmann (Verwaltungsbeamter)
Rudolf Widmann (* 18. Oktober 1883 in Künzelsau; † 8. Februar 1968 in Stuttgart) war ein deutscher Verwaltungsjurist und Ministerialbeamter, der insbesondere zwischen 1934 und 1939 als Präsident das Reichsaufsichtsamt für Privatversicherung leitete. Später saß er im Aufsichtsrat der Württembergischen Versicherungen.

## Werdegang
Nach dem Studium der Rechtswissenschaft an der Eberhard Karls Universität Tübingen, das er mit einer Promotion abschloss, war Widmann ab 1906 in der Justiz- und Finanzverwaltung des Königreich Württembergs tätig. Nach der Novemberrevolution 1918 und der folgenden Abdankung Wilhelm II. war er zunächst Regierungsrat und ab 1921 Oberregierungsrat im Finanzministerium des Volksstaats Württemberg. Ab 1922 war er als Ministerialrat stellvertretender Bevollmächtigter Württembergs zum Reichsrat, 1929 stieg er zum Ministerialdirigent auf.
1934 wurde Widmann als Nachfolger von Josef Kissel Präsident des Reichsaufsichtsamts für Privatversicherung, dass er „im Stile eines konsequent der Sache verpflichteten, konservativen preußischen Bürokraten“ führte. Die folgenden Jahre waren durch die Durchsetzung der nationalsozialistischen Politik geprägt, die mit einer zunehmenden Zentralisierung und der Stärkung der Behörde einerseits, aber auch ideologischen Fragestellungen andererseits einherging. Dabei spielte die Einflüssen des von der Seite der Privatversicherung kommenden Allianz-Vorstands Eduard Hilgard als Leiter der Reichsgruppe Versicherungen und des Gegenspielers Franz Schwede, der als Präsident der öffentlichen Versicherungsanstalten fungierte, eine große Rolle in den Diskussionen um Rolle und Zuständigkeiten des von Widmann geleiteten Aufsichtsamtes. 1939 wurde der parteilose Widmann auf Bestreben von Hermann Göring aus dem Amt gedrängt und durch Georg Amend, bis dato Amtsleiter für Versicherungsfragen beim NSDAP-Reichsschatzmeister Franz Xaver Schwarz sowie dessen Schwiegersohn, an der Spitze der Aufsicht abgelöst.
1953 wurde Widmann als Vorsitzender in die Aufsichtsräte der seinerzeit noch als Württembergische Feuerversicherungsanstalt AG firmierende Württembergische Versicherung sowie der als Allgemeine Rentenanstalt firmierenden Württembergische Lebensversicherung als Schwestergesellschaft berufen. 1967 schied er aus den Überwachungsgremien aus.
Widmann war Mitglied der Studentenverbindung Akademische Gesellschaft Stuttgardia Tübingen.